# Wojna birmańsko-syjamska (1584–1592)
Wojna birmańsko-syjamska 1584–1592 – konflikt pomiędzy birmańskim Królestwem Hanthawaddy a syjamskim Królestwem Ayutthaya.
Po zwycięstwach nad Syjamczykami z Królestwa Ayutthaya w latach 60. XVI w. Birmańczycy zajęli większą część południowo-wschodniej Azji. Mimo to, król Birmy Bayinnaung (rządzący w latach 1515–1581) nie potrafił zapobiec krachowi gospodarczemu państwa.
Po śmierci władcy na birmańskim tronie zasiadł jego syn Nanda Bayin, który popadł w konflikt z gubernatorem północnych prowincji Syjamu w Phitsanulok Naresuanem. W 1584 r. Naresuan wypowiedział posłuszeństwo władcy Pegu, ogłaszając niezależność królestwa Syjamu, co skłoniło Nandabayina do rozpoczęcia kampanii wojennej.
W 1584 r. dwie armie birmańskie wkroczyły do Syjamu, zostały jednak wyparte. Po zakończeniu pory deszczowej w 1586 r. Nanda Bayin powrócił na czele trzech armii, które zebrały się w okolicy syjamskiej stolicy Ayutthaya, przystępując do oblężenia miasta. Od stycznia do maja 1587 r. Birmańczycy ostrzeliwali miasto, jednak z powodu silnego oporu obrońców oraz wybuchu epidemii chorób we własnych szeregach, przerwali oblężenie i wycofali się. Wycofujące się wojska Nanda Bayina ścigane były przez Syjamczyków, którzy ostatecznie wyparli przeciwnika z kraju.
W 1592 r. Nanda Bayin ponownie najechał Syjam. Naresuan, który w międzczasie zasiadł na tronie syjmaskim i tym razem stawił twardy opór, pokonując przeciwnika.
Kolejne dwa lata upłynęły władcy Birmy na tworzeniu silnej armii, która w roku 1592 pod wodzą królewskiego syna Mingyi Swa wtargnęła do Królestwa Ayutthaya. W styczniu 1593 r. obie armie starły się ze sobą pod Nong Sarai. W trakcie bitwy doszło do pojedynku obu dowódców na słoniach bojowych, w wyniku którego Naresuan własnoręcznie zabił królewskiego syna. Po śmierci Mingyi Swa Birmańczycy wycofali się z Syjamu. Królestwo Ayutthaya wyszło z konfliktu zwycięsko, umacniając swoją niezależność.